# ميرعلي سيدعلي قاشقاي
الأكاديمي «ميرعلي سيدعلي قاشقاي» (1907 م- 1977 م)
عالم جيولوجي أذربيجاني شهير. أحد مؤسسي أكاديمية العلوم الوطنية الأذربيجانية (1945 م)، وعضو عامل بها، وأول سكرتير أكاديمي بها فيما بين (1945 م – 1962 م) و (1967 م،
1974 م). اختير عضوًا عاملاً بجمعيات علم المعادن البريطانية والأيرلندية (1958 م)، والأمريكية عام 1959 م. عُين رئيسًا لمعهد الجيولوجيا التابع لأكاديمية العلوم الأذربيجانية عام
1938 م. أحد مؤسسي مدرسة علماء الجيوكيمياء الأذربيجانية. قام بمبادرة تأسيس كلية الجيوجغرافيا وقسم علوم البلورات والصخور والمعادن بجامعة باكو الحكومية، وكذلك متحف
جيولوجيا الحفريات. حاصل على لقب «الجدارة العلمية والفنية» عام (1959 م).